# Midrash Vayisau

Le midrash Vayisau (ou va-yissa'u), en hébreu מִדְרַשׁ וַיִסָּעוּ, est un petit midrash médiéval sur les guerres légendaires du patriarche biblique Jacob et de ses fils contre les Ninivites, les rois amorrites et Esaü et ses fils. Dans son commentaire sur le livre de la Genèse, Nahmanide y fait référence sous le nom de « livre des guerres des fils de Jacob ». Il a été réutilisé dans le midrash Sefer haYashar.
Le texte médiéval est en partie la traduction en hébreu d'un texte grec ou latin, lui-même basé sur un ouvrage juif de la période du Second Temple en hébreu ou en araméen. Cet ouvrage plus ancien a aussi servi de sources à certains passages du livre des Jubilés et du Testament de Juda.